# 七葉蘭
七葉蘭（学名：Pandanus amaryllifolius），又名香露兜、香露兜樹、斑蘭葉（pandan）、香蘭葉、香林投、碧血樹、芳蘭葉，是露兜树科露兜樹屬熱帶植物，常作為東南亞料理與糕點制作材料。野生七葉蘭較為稀少，其多半為栽培作物。使用时多榨取其绿色汁液，混入面点之中，以增添绿色色泽，亦可用于食物的包装。

## 起源和分布
七叶兰是栽培作物，只能通过扦插或吸芽繁殖，被认为是在远古时期驯化。野生七叶兰最初的生物学描述来自摩鹿加群岛采集的样本，其中少量雄性花朵暗示七叶兰源自这种样本植物。不过这仍只是推测性结论，因为目前尚未发现其他野生样本。七叶兰在南亚和东南亚的分布范围十分广泛。

## 植物学描述
七叶兰的特有气味源自下部表皮乳突分泌的芳香化合物2-乙酰基吡咯啉，人们常把该植物加到白面包、泰国香米、印度香米中增添风味。 七叶兰是常绿植物，地上茎分枝，有气生根。其叶长剑形，长约30厘米，宽约1.5厘米，叶缘偶贝微刺，叶尖刺稍密，叶背面先端有微刺，叶鞘有窄白膜。 七叶兰是不育的，很少开花，一般通过扦插繁殖。

## 应用

### 烹饪
七叶兰的味道通常被认为带有甜味花香、麦香和香草味。 新加坡、马来西亚和印尼当地人常将其称为班兰（pandan）或是香班兰（pandan wangi）。其叶榨出的绿色汁液被广泛用在東南亞各國料理（馬來西亞飲食、印尼飲食、泰國飲食、越南飲食等）中，用于调色和增加传统米面蛋糕的香气。常见的添加了七叶兰的食物包括椰丝球、普圖糕、斑蘭椰絲卷、印尼九層糕、印尼千層糕、斑蘭蛋糕、布科班兰色拉、布科班兰蛋糕、越式九層糕，它也常被加到椰子饭里。
在斯里兰卡，人们把七叶兰称做“rampé”，每家每户几乎都有种植。人们把它同咖喱叶一起加到食物里调味。在印度，人们将其称为“安纳布尔纳（annapurna）叶”，奥迪沙邦人在米饭和皮塔中加入七叶兰。在孟加拉国，人们称其为帕劳帕塔（পোলাও পাতা），马尔代夫人把包括七叶兰在内的露兜樹屬统称为兰巴（ran’baa），把它用在抓饭、印度香饭和甜椰饭里。它可作为印度香米的替代，因为人们可以在无香味的大米中加入七叶兰，以达到香米的效果。在非原产地国家，当地的亚洲超市通常有新鲜或干燥七叶兰出售。
七叶兰叶片有时被加到椰奶或菜肴里，或者与食物捆在一起烹煮，有时也被编织为容器，用于烹饪米饭。例如班兰鸡（泰语: ไก่ห่อใบเตย, ''kai ho bai toei''）就是把鸡块包裹在叶片中煎炸。 七叶兰的叶片也被用于制作甜点或软饮。它也被用在米糕制作中，例如菲律宾的苏曼。
得益于其抗细菌和抗真菌（尤其是霉菌）特性，七叶兰也被用于食品保存。
著名美食作家奈洁拉·劳森曾在2017年预测七叶兰可变得像抹茶和酪梨吐司一样流行。 从2017年起，七叶兰通过网络得到了广泛传播，尤其是在英国。但也有人质疑劳森“发现了”一种“新的”食材的说法，因为七叶兰在东南亚早已广泛使用。
人们也可在商店买到瓶装的七叶兰提取物，其中通常含有绿色食用色素。

### 香水和传统医学
七叶兰可被用于制作香水，或在传统医学中使用。 七叶兰精华或许可以取代香草萃。 科学研究显示七叶兰有驱赶美洲家蠊的作用。

### 空气清新剂
七叶兰因其特殊香味可被用作空气清新剂，泰国的出租车司机会用它去除异味。

## 监管
香露兜叶在中国海南省作为地方特色食品管理，相关标准于2023年5月16日实施；但在中国其它省份不是合法食品。2023年，广西壮族自治区某烘焙店因在面包中添加斑斓粉被立案调查。